# Anne Sofie Wanstrup
Anne Sofie Wanstrup (født 22. april 1987 i København) er en dansk skuespiller.
Hun er uddannet fra Den Danske Scenekunstskole i København i 2017 og medvirkede allerede under uddannelsen i flere forestillinger på Det Kongelige Teater og Grønnegårds Teatret samt i kortfilm.
Som nyuddannet debuterede hun i "Noget om Helte" på Nørrebro Teater.
Hun fik sit gennembrud i 2021 i rollen som Catrine i Hvor kragerne vender, som hun i 2022 fik Bodilprisen for bedste kvindelige birolle for, mens hun samme år spillede Nynne i Venuseffekten.

## Filmografi
- Ditte og Louise (2018)
- Hvor kragerne vender (2021)
- Venuseffekten (2021)
- Det andet offer (2025)

### Tv-serier
- Carmen Curlers (2022-2023)
- Huset (2023)